# Yubisaki Milk Tea
Yubisaki Milk Tea (ゆびさき ミルク ティー Yubisaki Miruku Tī?) es un manga de comedia y romance escrito e ilustrado por Tomochika Miyano. Inició su serialización en la revista Young Animal de la editorial Hakusensha entre enero de 2003 y marzo de 2010, habiéndose publicado un total de diez volúmenes. El manga fue licenciado para la publicación en Estados Unidos por Tokyopop y se lo catalogó para una audiencia mayor de edad. Un CD drama basado en la historia salió a la venta en julio de 2004. La historia se centra un joven que le gusta vestirse de mujer y cómo afecta esto a sus compañeros y amigos de la escuela.

## Argumento
La historia sigue a Yoshinori Ikeda, un estudiante de preparatoria. Un día cubre a su hermana mayor en su trabajo de modelo, teniendo que usar un vestido de novia para la sesión de modelaje. Terminado el trabajo, Ikeda descubre que le gusta vestirse de mujer. Una amiga de la infancia está interesado en él, además de una compañera de su clase, quien tiene miedo de los hombres e Ikeda se acerca a ella vestido de mujer, usando el nombre Yuki en su forma femenina. Avanzada la historia, Ikeda aún no elige cuál es la chica que le gusta y los sentimientos por ambas solamente se hacen más fuertes.

## Personajes
Yoshinori Ikeda (池田 由紀 Ikeda Yoshinori?)
Voz por: Mitsuki Saiga
Es el protagonista de la historia. Un joven estudiante de preparatoria que un día tiene que cubrir a su hermana en una sesión de modelaje. Tras terminar el trabajo, descubre que le gusta vestirse de mujer. Conforme desarrolla su gusto, se emociona tomándose fotos y probándose ropa de moda. Cuando está vestido de mujer usa el nombre de Yuki, lo que ocasiona que de vez en cuando el hecho de que descubran el engaño. Para mantener su pasatiempo, deja el equipo de fútbol y cuida su cuerpo para mantenerse sano. Frecuentemente tiene problemas con Minamo, quien le pide que deje de vestirse de chica.
Hidari Morii (森居 左 Morii Hidari?)
Voz por: Mamiko Noto
Hidari es la amiga de la infancia y vecina de Yoshinori, quien es dos años mayor que ella. Tiene sentimientos hacia su amigo y espera crecer para poder estar con él, pero el muchacho la ve solamente como una amiga. Es una chica atlética y ambiciosa, con una actitud un poco tosca.
Minamo Kurokawa (黒川 水面 Kurokawa Minamo?)
Voz por: Yukari Tamura
Minamo es una de las compañeras de clase de Yoshinori. Es una chica inteligente, pero tiene una actitud antisocial que la mantiene alejada del resto de la clase y es un poco extraña. A pesar de su timidez, varios chicos se interesan en ella, aunque los rechaza a todos. Minamo conoce el secreto de Yoshinori de vestirse de chica cuando el muchacho intenta hacerla un poco más sociable.
Wataru Takatsuki (高槻 亘 Takatsuki Wataru?)
Wataru es uno de los mejores amigos de Yoshinori y ambos juegan en el club de fútbol de la preparatoria. Tras descubrir el secreto de su amigo, decide invitarlo a una cita con este vestido de Yuki. A Wataru no le importa si Yuki es realmente un hombre, tiene sentimientos hacia su amigo.
Sumika Kagami (加賀見 栖 Kagami Sumika?)
Sumika es una chica de la clase y amiga Hidari, por quien alberga sentimientos románticos. Usualmente salen juntas y es de mucha ayuda en varias ocasiones. Es una chica determinada y de personalidad linda que se toma las cosas con pasión.
Miki Ikeda (池田 未記 Ikeda Miki?)
Voz por: Kyouko Hikami
Miki es la hermana mayor de Yoshinori. Cuida mucho de su hermano, ya que ambos viven solos. Cuando descubre el secreto de este, lo apoya y le da consejos. Es una joven muy madura y tiene novio.
Kunihiko Koyama' (小山 邦彦 Koyama Kunihiko?)
Es el jefe de Yoshinori y dueño del negocio de fotografía, quien apoya a Yoshinori cuando se viste de mujer.
Tokou Nogi (乃木 東子 Nogi Tōko?)
Tōko es una estudiante de preparatoria. Es la atlética jugadora estrella del equipo de basquetball y conoce el secreto de Yoshinori.
Yori Hotta (堀田 依 Hotta Yori?)
Una estudiante de la escuela de Hidari, donde es jugadora del equipo de fútbol.
Yusuke Morii (森居 佑介 Morii Yūsuke?)
Es el padre de Hidari. Es un adulto de apariencia joven que crio a Hidari por su cuenta. Tiene una relación a escondidas con Miki, la hermana de Yoshinori.

## Media

### Manga
El manga Yubisaki Milk Tea fue creado por Tomochika Miyano y fue serializado en la revista Young Animal de la editorial Hakusensha entre enero de 2003 y marzo de 2010. Se publicaron diez volúmenes en formato tankōbon. Ocho tomos —el octavo es doble y corresponde a los números 8 y 9 de la edición japonesa— fueron traducidos al inglés para ser publicados por Tokyopop, quienes cancelaron la publicación en abril de 2011. Un CD drama basado en la historia del manga fue publicado en Japón el 23 de julio de 2004.

#### Lista de volúmenes
| N.º | Título       | Fecha de lanzamiento  | ISBN original          |
| --- | ------------ | --------------------- | ---------------------- |
| 1   | «Volumen 1»  | 29 de julio de 2003   | ISBN 4-592-13457-5     |
| 2   | «Volumen 2»  | 29 de enero de 2004   | ISBN 4-592-13458-3     |
| 3   | «Volumen 3»  | 29 de junio de 2004   | ISBN 4-592-13459-1     |
| 4   | «Volumen 4»  | 28 de febrero de 2005 | ISBN 4-592-14384-1     |
| 5   | «Volumen 5»  | 29 de julio de 2005   | ISBN 4-592-14385-X     |
| 6   | «Volumen 6»  | 27 de enero de 2006   | ISBN 4-592-14386-8     |
| 7   | «Volumen 7»  | 29 de agosto de 2006  | ISBN 4-592-14387-6     |
| 8   | «Volumen 8»  | 29 de octubre de 2009 | ISBN 978-4-592-14648-3 |
| 9   | «Volumen 9»  | 29 de octubre de 2009 | ISBN 978-4-592-14649-0 |
| 10  | «Volumen 10» | 29 de julio de 2010   | ISBN 978-4-592-14650-6 |